# 조지나 라일리
조지나 라일리(Georgina Reilly, 1986년 2월 12일 ~ )는 영국, 캐나다 이중국적의 배우이다.

## 출연 작품
- 싱 포 유어 서퍼 (2016)
- 머독 미스터리 시즌8 (2014)
- 머독 미스터리 시즌7 (2013)
- 에디 (2012)
- 브로큰 러브송 (2010)
- 베일몬트 (2009)
- 폰티풀 (2008)